# Mount Powell
Mount Powell ist ein 2195 m hoher und markanter Berg im westantarktischen Marie-Byrd-Land. Er ragt in einem kleinen Massiv mit dem King Peak im östlichen Abschnitt der Thiel Mountains auf. 
Peter Bermel und Arthur B. Ford, die gemeinsam eine Expedition des United States Geological Survey von 1960 bis 1961 in die Thiel Mountains leiteten, benannten ihn nach John Wesley Powell (1834–1902), zweiter Direktor des Survey von 1881 bis 1894.